# 乌多·拉特克
乌多·拉特克（德語：Udo Lattek，1935年1月16日—2015年2月1日）是一名德国前足球运动员及教练。在执教拜仁慕尼黑和门兴格拉德巴赫期间，共8次率队夺得德国足球冠军，成为在德甲历史上夺冠次数最多的教练。此外，他还获得过全部欧洲三大杯（欧洲冠军杯、欧洲联盟杯及欧洲优胜者杯）的桂冠。退休后拉特克常年担任电视解说嘉宾，去世之前为一专栏作家。

## 執教球隊榮譽
拜仁慕尼黑 FC Bayern Munich
- 德国足球甲级聯賽冠军： 1971/1972, 1972/1973, 1973/1974, 1984/1985, 1985/1986, 1986/1987
- 德国杯冠军：1970/1971, 1983/1984, 1985/1986,
- 欧洲冠军聯賽冠军：1973/1974

门兴格拉德巴赫 Borussia Mönchengladbach
- 德国足球甲级聯賽冠军：1975/1976, 1976/1977,
- 欧洲联盟杯冠军：1978/1979

巴塞罗那 FC Barcelona
- 西班牙國王盃冠軍：1982/1983
- 欧洲优胜者杯冠軍：1981/1982